# Konferencja Episkopatu Bośni i Hercegowiny
Konferencja Episkopatu Bośni i Hercegowiny (bośn. Biskupska konferencija Bosne i Hercegovine, BK BiH) – instytucja zrzeszająca biskupów katolickich z terenu Bośni i Hercegowiny. Powstała 8 grudnia 1994. Jest członkiem Rady Konferencji Episkopatów Europy.

## Prezydium
- przewodniczący: abp Tomo Vukšić
- wiceprzewodniczący: bp Petar Palić
- sekretarz generalny: ks. Ivo Tomašević

## Przewodniczący konferencji
- Vinko Puljić (1995–2002)
- Franjo Komarica (2002–2005)
- Vinko Puljić (2005–2010)
- Franjo Komarica (2010–2015)
- Vinko Puljić (2015–2022)
- Tomo Vukšić (od 2022)